# Seznam hlav států v roce 1200
V seznamu hlav států v roce 1200 jsou uvedeni nejvyšší představitelé všech nezávislých států, kteří vládli v roce 1200. Seznam je seřazen abecedně podle světadílů. Jsou zde uvedeny nejvyšší hlavy států (prezidenti, králové, atd.) a předsedové vlád (pokud taková funkce existuje), případně i další významné státní funkce (typicky generální guvernér zastupující britskou královnu nebo faktické hlavy států, pokud se liší od nominálních hlav).
V seznamu je uvedeno i několik území se sporným mezinárodním postavením, která jsou de facto nezávislá, de iure jsou ale součástí některého jiného státu.

## Afrika
| Název státu         | Dnešní území                       | Státní vlajka | Hlava státu                                           |
| ------------------- | ---------------------------------- | ------------- | ----------------------------------------------------- |
| Abbásovský chálífát | Alžírsko, Irák, Arabský poloostrov |               | chálífa Al-Nasir                                      |
| Ajjúbovský sultanát | Egypt, Arabský poloostrov          |               | sultán Al-Mansur (zemřel toho roku) sultán Al-Adil I. |
| Almohadský chálífát | Maghreb                            |               | chálífa Muhammad al-Nasir                             |
| Ghanská říše        | Mauritánie, Mali                   | -             | Diara Kante                                           |

## Asie
| Název státu         | Dnešní území        | Státní vlajka | Hlava státu                            |
| ------------------- | ------------------- | ------------- | -------------------------------------- |
| Bali                | Indonésie           |               | královna Arjayadengjayaketana          |
| Japonsko            | -                   |               | císař Čučimikado                       |
| Khmérská říše       | Kambodža            |               | král Džajavarman VII.                  |
| Korjo               | Korejský poloostrov |               | král Sinjong, de facto Choe Chung-heon |
| Kyperské království | Kypr                |               | král Amaury II. z Lusignanu            |
| Rúmský sultanát     | Turecko             |               | sultán Sulejman II. Rúmský             |
| Říše Sung           | Čína                | -             | císař Ning-Cung                        |
| Srí Lanka           | -                   |               | královna Lilavati Polonnaruwa          |
| Říše Ťin            | Čína                | -             | císař Zhangzong                        |
| Západní Sia         | Čína                | -             | císař Huanzong                         |

## Evropa
| Název státu            | Dnešní území                            | Státní vlajka | Hlava státu                                           |
| ---------------------- | --------------------------------------- | ------------- | ----------------------------------------------------- |
| Anglické království    | Anglie                                  |               | král Jan Bezzemek                                     |
| Aragonské království   | Španělsko                               |               | král Petr II. Aragonský                               |
| Benátská republika     | Itálie                                  |               | dóže Enrico Dandolo                                   |
| Bosenský banát         | Bosna a Hercegovina                     |               | uherský král Emerich Uherský, zároveň bosenský bán    |
| Byzantská říše         | Turecko                                 |               | císař Alexios III. Angelos                            |
| České království       | Česko                                   |               | král Přemysl Otakar I.                                |
| Dánsko                 | -                                       |               | král Knut IV. Dánský                                  |
| Druhá Bulharská říše   | Bulharsko                               |               | car Kalojan                                           |
| Francouzské království | Francie                                 |               | král Filip II. August                                 |
| Království Gwynedd     | Wales                                   |               | princ Llywelyn ap Iorwerth                            |
| Holandské hrabství     | Nizozemí                                |               | hrabě Dirk VII.                                       |
| Chorvatské království  | Chorvatsko                              |               | uherský král Emerich Uherský, zároveň chorvatský král |
| Italské království     | Itálie                                  |               | císař Filip Švábský, zároveň italský král             |
| Kastilské království   | Španělsko                               |               | král Alfonso VIII. Kastilský                          |
| Moravské markrabství   | Česko                                   |               | markrabě Vladislav Jindřich                           |
| Navarrské království   | Francie, Španělsko                      |               | král Sancho VII. Navarrský                            |
| Německé království     | Německo                                 |               | císař Filip Švábský, zároveň německý král             |
| Norsko                 | -                                       |               | král Sverre Sigurdsson                                |
| Papežský stát          | Vatikán                                 |               | papež Inocenc III.                                    |
| Polské knížectví       | Polsko                                  |               | kníže Měšek III. Starý                                |
| Portugalské království | Portugalsko                             |               | král Sancho I. Portugalský                            |
| Rakouské vévodství     | Rakousko                                |               | vévoda Leopold VI. Babenberský                        |
| Sicilské království    | Itálie                                  |               | král Fridrich II. Štaufský                            |
| Skotské království     | Skotsko                                 |               | král Vilém I. Skotský                                 |
| Srbská velká župa      | Srbsko, Černá Hora, Bosna a Hercegovina |               | župan Štěpán I. Prvověnčaný                           |
| Svatá říše římská      | Německo, Itálie                         |               | císař Filip Švábský                                   |
| Švédsko                | -                                       |               | král Sverker II.                                      |
| Uhersko                | Maďarsko Slovensko                      |               | král Emerich Uherský                                  |
| Volžské Bulharsko      | Rusko                                   |               | emír Nazir ad-Din                                     |
| Vratislavské knížectví | Česko, Polsko                           |               | kníže Boleslav I. Vysoký                              |